# Берганти
Берганти (фр. Berganty) насеље је и општина у јужној Француској у региону Миди Пирене, у департману Лот која припада префектури Каор.
По подацима из 2011. године у општини је живело 106 становника, а густина насељености је износила 15,19 становника/km². Општина се простире на површини од 6,98 km². Налази се на средњој надморској висини од 300 метара (максималној 377 m, а минималној 274 m).

## Демографија
| 1962. | 1968. | 1975. | 1982. | 1990. | 1999. | 2011. |
| ----- | ----- | ----- | ----- | ----- | ----- | ----- |
| 73    | 98    | 127   | 112   | 74    | 92    | 106   |

График промене броја становника у току последњих година